# Elitäre Primzahl
In der Zahlentheorie wird eine Primzahl {\displaystyle p} elitär genannt, wenn nur endlich viele Fermat-Zahlen {\displaystyle F_{n}=2^{2^{n}}+1} quadratische Reste modulo {\displaystyle p} sind.
Ihren Namen verdanken sie dem österreichischen Mathematiker Alexander Aigner, der sie 1986 beschrieb und als erster untersuchte. Aigner nannte diese Primzahlen elitär, da sie nur sehr selten auftauchen; er selbst fand lediglich 14 solche Primzahlen, die kleiner als 35.000.000 sind.
Da Fermat-Zahlen die Beziehung {\displaystyle F_{n+1}=(F_{n}-1)^{2}+1} erfüllen, wird die Kongruenzfolge ({\displaystyle F_{n}} mod {\displaystyle p}) ab einem bestimmten Index {\displaystyle s} periodisch, d. h., es existiert eine minimale natürliche Zahl {\displaystyle L} derart, dass {\displaystyle F_{s+k+L}\equiv F_{s+k}} (mod {\displaystyle p}) für alle natürlichen Zahlen {\displaystyle k} gilt. Die Terme {\displaystyle F_{s},F_{s+1},\ldots ,F_{s+L-1}} werden als Fermat-Reste von {\displaystyle p} bezeichnet. Demnach ist eine Primzahl {\displaystyle p} genau dann elitär, wenn alle Fermat-Reste quadratische Nichtreste modulo {\displaystyle p} sind.
Die ersten elitären Primzahlen sind: 3, 5, 7, 41, 15.361, 23.041, 26.881, 61.441, 87.041, 163.841, … (Folge A102742 in OEIS)
Es ist unbekannt, ob es unendlich viele elitäre Primzahlen gibt. Es konnte jedoch nachgewiesen werden, dass die Anzahl {\displaystyle C(x)} aller elitärer Primzahlen {\displaystyle \leq x} die Abschätzung
{\displaystyle C(x)=O\left({\frac {x}{\ln ^{2}(x)}}\right)}
erfüllt.